# Фінальний турнір чемпіонату Європи з футболу 2012 (обігова монета)
Фінальний турнір чемпіонату Європи з футболу 2012 р. — обігова пам'ятна монета звичайної якості номіналом 1 гривня, випущена Національним банком України, присвячена важливій спортивній події — Фінальному турніру чемпіонату Європи з футболу, який було проведено в Україні та Польщі у 2012 році. Монета є офіційною ліцензованою продукцією УЄФА ЄВРО 2012. 
Монету введено в обіг 1 березня 2012 року.

## Опис монети та характеристики
| Номінал грн. | Метал             | Маса, г | Діаметр, мм | Товщина, мм | Тираж, штук |
| ------------ | ----------------- | ------- | ----------- | ----------- | ----------- |
| 1            | алюміній і бронза | 6,8     | 26,0        | 1,85        | 5 000 000   |

### Аверс
На аверсі монети вгорі зображено малий Державний Герб України, унизу – рік карбування – 2012, в обрамленні давньоруського орнаменту в три рядки написи: УКРАЇНА /1/ ГРИВНЯ, а також логотип Банкнотно-монетного двору Національного банку України.

### Реверс
На реверсі монети зображено: напис по колу ФІНАЛЬНИЙ ТУРНІР ЧЕМПІОНАТУ ЄВРОПИ З ФУТБОЛУ 2012 р., у центрі логотип ЄВРО-2012, під яким написи: UEFA/EURO 2012™/POLAND-UKRAINE.

## Автори
- Художник: Дем'яненко В. А..

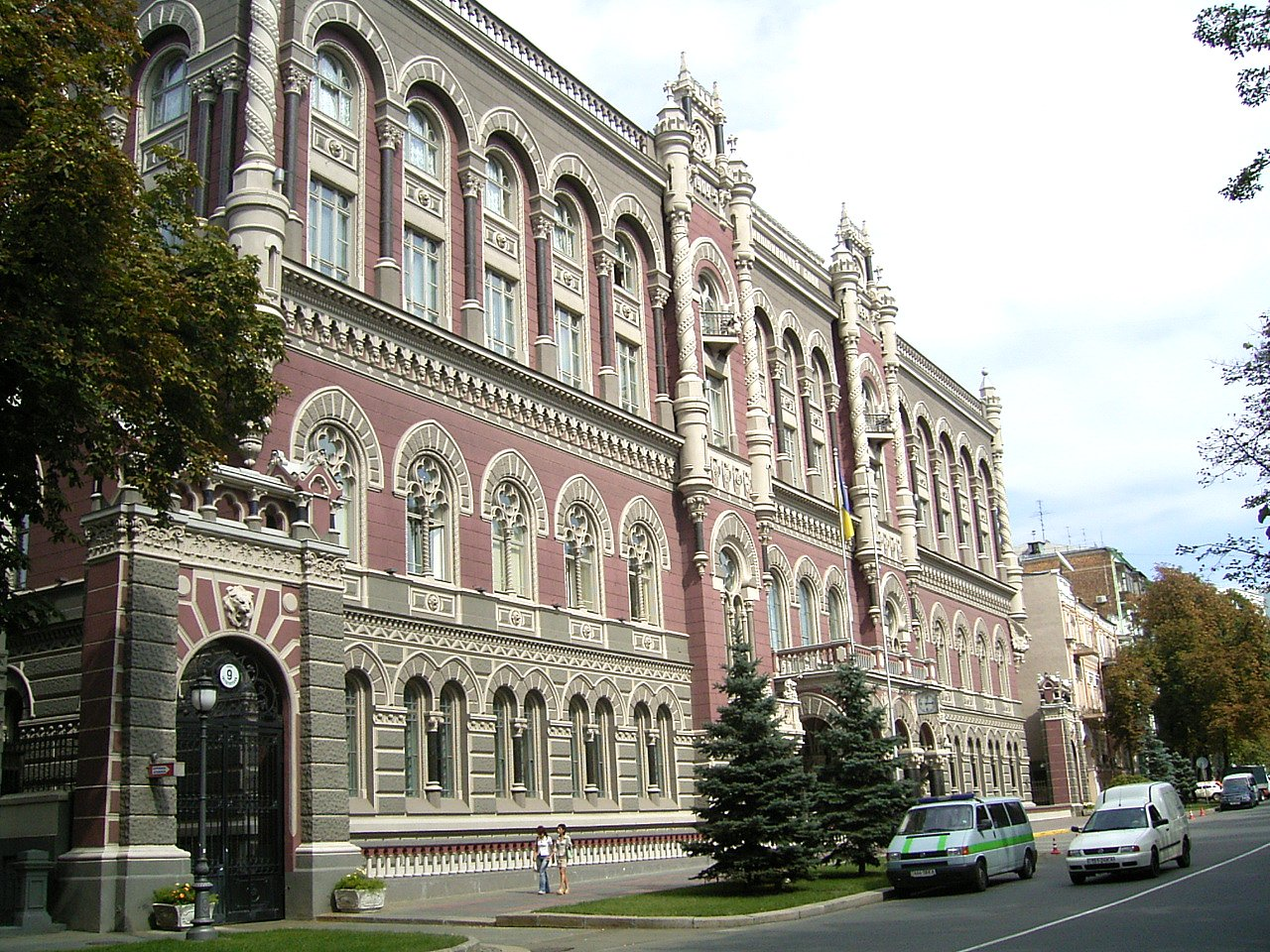
Будівля Національного банку України

- Скульптори —  аверсу – Дем'яненко В. А., реверсу – Іваненко С. В..